# Annemiek Derckx
Anna Maria Josefina "Annemiek" Derckx (-Bogie) (Beegden, 12 april 1954) is een voormalige Nederlandse kanovaarster. Ze nam tweemaal deel aan de Olympische Spelen en won hierbij in totaal twee medailles.
Op jonge leeftijd deed ze aan zwemmen, waterpolo en handbal. Zo werd ze twaalfde bij de Nederlandse jeugdkampioenschappen zwemmen. Op 14-jarige leeftijd kwam ze in contact met het kanovaren. Al snel bleek ze talent te hebben en won meerdere nationale titels.
Zij deed tweemaal mee aan de Olympische Zomerspelen, in 1984 en 1988. Beide keren behaalde ze een bronzen medaille, in 1984 in de K-1 500m kajak en in 1988, samen met Annemarie Cox, in de K-2 500m kajak klasse.
Hierna werd ze sportlerares en bewegingstherapeute. Derckx was lid van de Roermondse Watersport Vereniging Nautilus.

## Palmares

### K-1 500m kajak
- 1984:  Olympische Spelen - 2:00.11

### K-2 500m kajak
- 1988:  Olympische Spelen - 1:46.00